# نوط الشجاعة
نوط الشجاعة وهو من الأوسمة العراقية العسكرية التي منحت لضباط الجيش العراقي وهناك عدة إصدارات لهذا الوسام بدأ من نوط الشجاعة الملكي الذي صدر في عهد الملك غازي والملك فيصل الاول مرورا بنوط الشجاعة الجمهوري بعد 1959 ثم 1968 و حتئ عام 2003. صَمَمه الفَنان العراقي سُعاد سليم.
يُعتَبر النوط أحد أشهر الاوسمة العراقية وكان يمنح للعسكريين ضمن القوات المسلحة العراقية من عسكريين والمدنيين الذين يظهرون شجاعة فائقة في الحركات الفعلية أو الحرب ويعتبر من أشهر الانواط العراقية يأتي بعد نوط القوة الجوية وقبل نوط الخدمة العامة حسب ترتيب الأوسمة عسكرية عراقية.